# Groupe Flo
Pour les articles homonymes, voir Flo.
Ne doit pas être confondu avec Flo (groupe).
Le groupe Flo est l'un des principaux groupes de la restauration française.

## Historique
Le groupe Flo naît en 1968 d’une brasserie de la cour des Petites-Écuries, à Paris. Elle est dirigée par Jean-Paul Bucher, fils d’ouvrier alsacien. Rendez-vous des artistes et des jeunes branchés, la brasserie fait rapidement ses preuves. Alors que se développe la restauration rapide, Jean-Paul Bucher mise sur des plats traditionnels et un décor emprunté à l’Art Nouveau, qui séduit la clientèle.
Grâce au succès de Flo, Bucher rachète d’autres restaurants et constitue peu à peu un groupe en rassemblant des lieux gastronomiques parisiens tels La Coupole, rachetée en 1988, et la chaîne Hippopotamus en 1992. Précurseur, il décline le concept de la Brasserie Bofinger proche de la Bastille à Paris, en déployant des « Petit Bofinger » (place des Ternes, place de Clichy , boulevard du Montparnasse) puis récupère les 25 établissements Bistro Romain en 2000. Avec le scandale de la vache folle, Jean-Paul Bucher assure son groupe en ouvrant son capital au fonds d'investissement de Walter Butler. Le nouvel actionnaire apporte alors son expérience pour redresser les comptes du groupe, mais néglige l'aspect communicationnel des différentes marques, qui perdent du terrain. Le fondateur, Jean-Paul Bucher, a cédé ses parts en décembre 2005, à la holding CNP d'Albert Frère et au fonds Tikehau Capital. Depuis 2007, Dominique Giraudier est à la tête du groupe. 
À la suite de nombreuses difficultés financières, le groupe lance un plan de redressement en novembre 2014.
En 2015, le groupe réalise un chiffre d'affaires de 295 millions d'euros avec un résultat opérationnel déficitaire de 45 millions d'euros.
En juin 2016, le Groupe Flo finalise la renégociation de sa dette bancaire, mais l'accord avec les banques impose une augmentation de capital entre 39 et 42 millions d'euros à réaliser avant le 30 juin 2017. La perspective de cette levée de fonds entraîne une forte baisse du titre. La capitalisation boursière est tombée à moins de 37 millions d'euros.
En avril 2017, le Groupe Bertrand annonce l'acquisition du Groupe Flo, qui possède 270 restaurants notamment la chaîne Hippopotamus et qui réalise un chiffre d'affaires de 246,8 millions d’euros. Le Groupe Flo est alors en difficulté avec un chiffre d'affaires en diminution et un déficit de 65 millions en 2016. En parallèle, le groupe Le Duff, propriétaire notamment de Pizza Del Arte, acquiert la chaîne Tablapizza appartenant au Groupe Flo.
En août 2019, le Groupe Bertrand, propriétaire des brasseries parisiennes Lipp, Au Pied de Cochon, La Coupole, Le Procope et Bofinger, va lancer une offre publique d’achat pour récupérer les actions de Groupe Flo qu’il ne détient pas encore. Le coût de l’opération s’élèverait à plus de 36 millions d’euros. Cette annonce intervient après l’achat d’un bloc de 6,2 % de Flo. Groupe Bertrand, qui porte ainsi sa participation à 77,2 %, envisage à terme le retrait de la cote de Flo.
Plombé par la crise sanitaire, le Groupe Flo voit sa dette nette augmenter jusqu'à 139,2 millions d'euros en juin 2021, soit 3 millions d'euros de plus que six mois plus tôt. Pour tenter de faire face à ses grosses difficultés, la direction annonce avoir souscrit à un nouveau PGE de 19,5 millions d'euros.
Finalement, sur l'ensemble de l'année 2021, le Groupe Flo réduit ses pertes à 7 millions d'euros (contre 17,1 millions en 2020). Le chiffre d'affaires est en hausse de 21,3 % à 86,6 millions d'euros. Par ailleurs, la dette nette recule de 12,7%, passant de 125,8 millions d'euros en 2020 à 113,1 millions en 2021.

## Actionnaires
| Nom                               | Actions     | %        |
| Olivier Bertrand                  | 542 706 145 | 70,9 %   |
| Norges Bank Investment Management | 1 794 730   | 0,23 %   |
| Auris Gestion Privée              | 950 000     | 0,12 %   |
| Dimensional Fund Advisors         | 118 840     | 0,016 %  |
| Dimensional Fund Advisors         | 69 365      | 0,0091 % |

Mise à jour au 31 août 2019

## Chaînes et restaurants

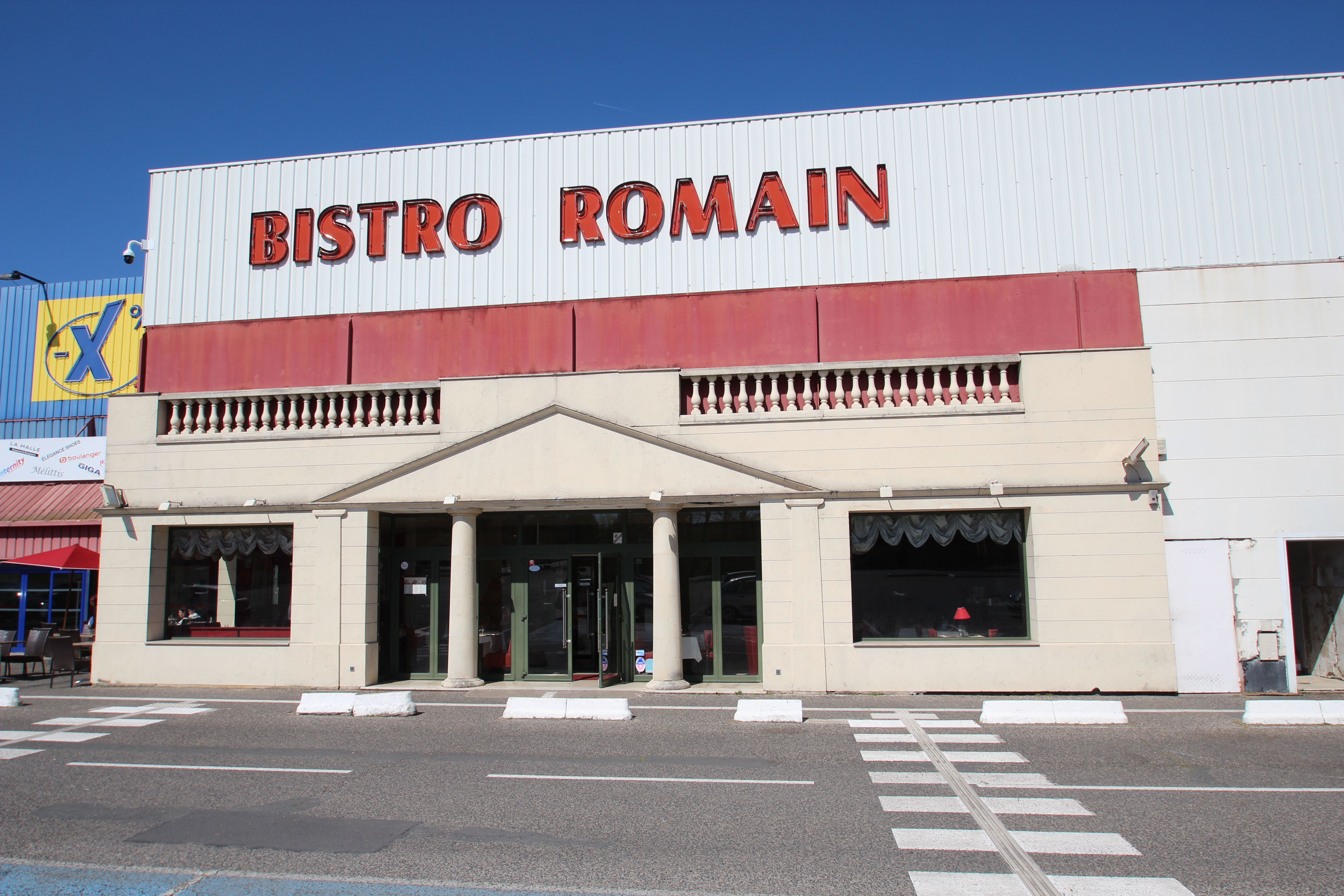
Bistro romain au centre commercial -X% de Massy dans l'Essonne

Le groupe Flo est propriétaire des chaînes de restaurants :  
- Hippopotamus (185 restaurants) ;
- Bistro Romain (14 restaurants depuis 1991), fermés en 2013 et transformés en Hippopotamus ;
- Brasseries FLO (33 restaurants) ;
- Taverne de Maître Kanter (33 restaurants) ;
- Concessions FLO (16 restaurants).

Le groupe Flo rassemble plus de 150 restaurants dans le monde, au travers de multiples enseignes. Le groupe est implanté dans les pays suivants : Espagne, Émirats arabes unis, Chine, Algérie, Maroc, Pays-Bas, Russie, Martinique, Guadeloupe, Belgique, Luxembourg, Portugal, Égypte, Côte d'Ivoire, Qatar, île de La Réunion, Guyane française, Hongrie.

## Logistique
Le groupe Flo a créé en 2003 avec la filiale logistique de Disneyland Paris la société Convergence Achats, qui commande et approvisionne l’ensemble de ses restaurants pour son compte.

## Données financières
| Années                                   | 2000  | 2001 | 2002  | 2003  | 2004  | 2005  | 2006  | 2007 | 2008  | 2009  | 2010 | 2013  |
| ---------------------------------------- | ----- | ---- | ----- | ----- | ----- | ----- | ----- | ---- | ----- | ----- | ---- | ----- |
| Chiffre d'affaires (en millions d'euros) | 351,3 | 358  | 324,9 | 287,1 | 296,4 | 310,3 | 348,5 | 380  | 389,5 | 364,5 | 379  | 346,8 |